# オランダ坂

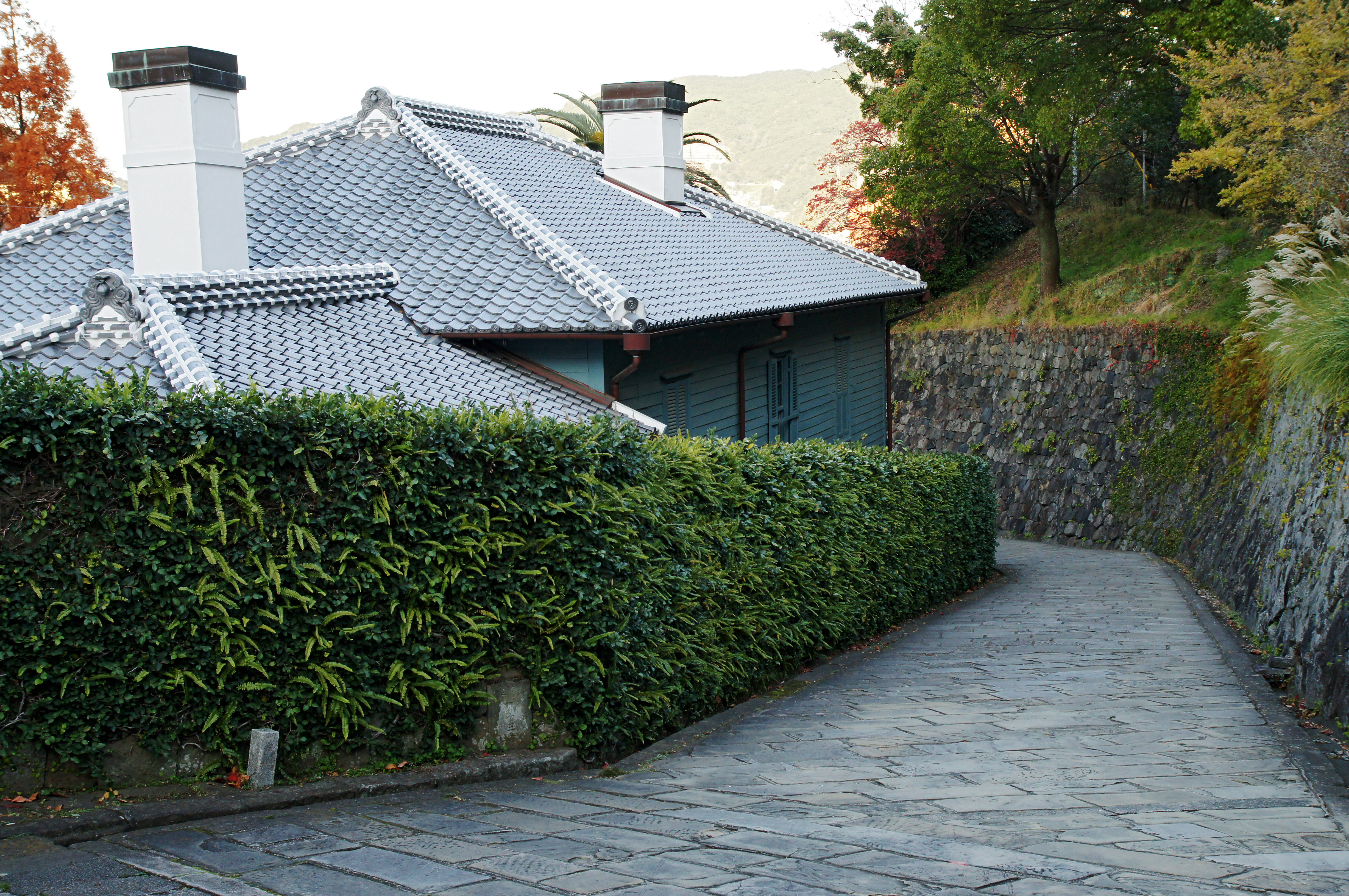
東山手十三番館から活水女子大学前に至るオランダ坂（活水坂）
（2011年12月）

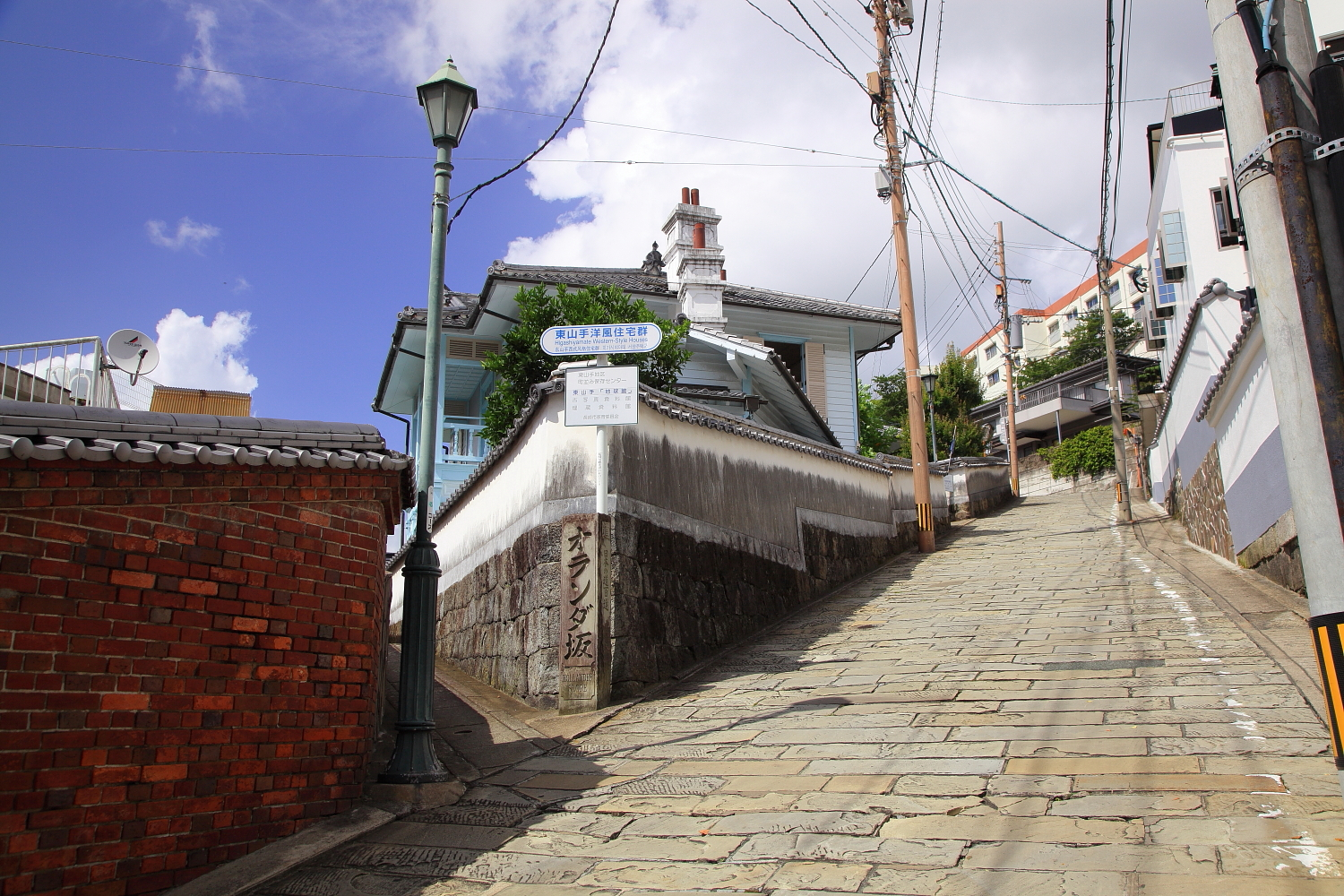
誠孝院前のオランダ坂
（2014年7月）

オランダ坂（オランダざか）は、長崎県長崎市東山手の旧居留地時代につくられた石畳の坂道・石段。
長崎市東山手重要伝統的建造物群保存地区を構成する要素の一つ。

## 概要
オランダ坂の名称は、かつては大浦や東山手、南山手といった旧居留地の石畳が敷かれた坂道の総称であったが、現在は長崎市の公式観光サイトの記述によれば｢誠孝院前の坂｣、｢活水坂｣、｢活水学院下の坂｣の三つの坂の総称としている。沿道には異国情緒を伝える15棟の洋館群が建ち並び、眼下に長崎港を臨景観に恵まれたロケーションにある。長崎の観光地を結ぶ動線であるほか、高台に住む地域住人に欠くことのできない生活道路として親しまれている。
小雨が降って石畳がしっとり濡れたオランダ坂の情景は、風情があるといわれ人気も高い。

## 歴史
1857年（安政4年）、欧米列強との通商条約締結を前に、幕府は長崎に隣接する大浦湾（雄浦）周辺に外国人居留地の開設を計画し、湾の大規模な埋め立てなどの大規模な造成工事を経て、1860年（万延元年）より諸外国に貸し出された。開設された居留地は、湾を埋め立てて出来た広大な平地（大浦）と、それを南北に挟み込む丘陵地（東山手・南山手）からなり、平地と丘陵地の間は、五島列島や天草地方から取り寄せられた砂岩の石畳の坂道で結ばれた。欧米から来た外国人らは、見晴らしの良い高台に邸宅を構えた。当時の長崎の人々は、欧米の諸外国の人々を「オランダさん」とよんで親しんでいたことから、自然に高台の邸宅に続く坂道を総称して「オランダ坂」と呼ぶようになったといわれる。
昭和30年代以降は、モータリゼーションの急速な進行の影響による石畳の劣化やアスファルトによる舗装化が進んだことから、1985年（昭和60年）から翌年にかけて復元工事が行われ、道路横に憩いの場として小公園を設置した。1986年（昭和61年）8月10日の道の日に、旧建設省と「道の日」実行委員会により制定された「日本の道100選」にも選定されており、顕彰碑はこの小公園内に建立されている。

## 沿道
- 活水女子大学
- 東山手十二番館
- 東山手甲十三番館
- ラッセル記念館
- 昭和会病院
- 東山手洋風住宅群

## 楽曲
- 雨のオランダ坂 - 渡辺はま子。1947年（昭和22年）1月発売。
- 絵はがき坂 - 長崎出身のさだまさしの楽曲（1976年のアルバム『帰去来』収録）。
- 雨オトコ晴オンナ～オランダ坂で君を待って - 長崎出身のデュオフリーウェイハイハイのシングル。

## その他のオランダ坂
オランダ坂と呼ばれる場所は日本にいくつかあり、次のような例が挙げられる。
- 丸山オランダ坂 - 長崎市丸山町。
- 北野のオランダ坂 - 兵庫県神戸市北野町の異人館に通じる道。
- 金谷山のオランダ坂 - 新潟県上越市。クロスカントリースキーを指導した外国人にちなむ。